# Staatliche Steuerinspektion am Finanzministerium der Republik Litauen

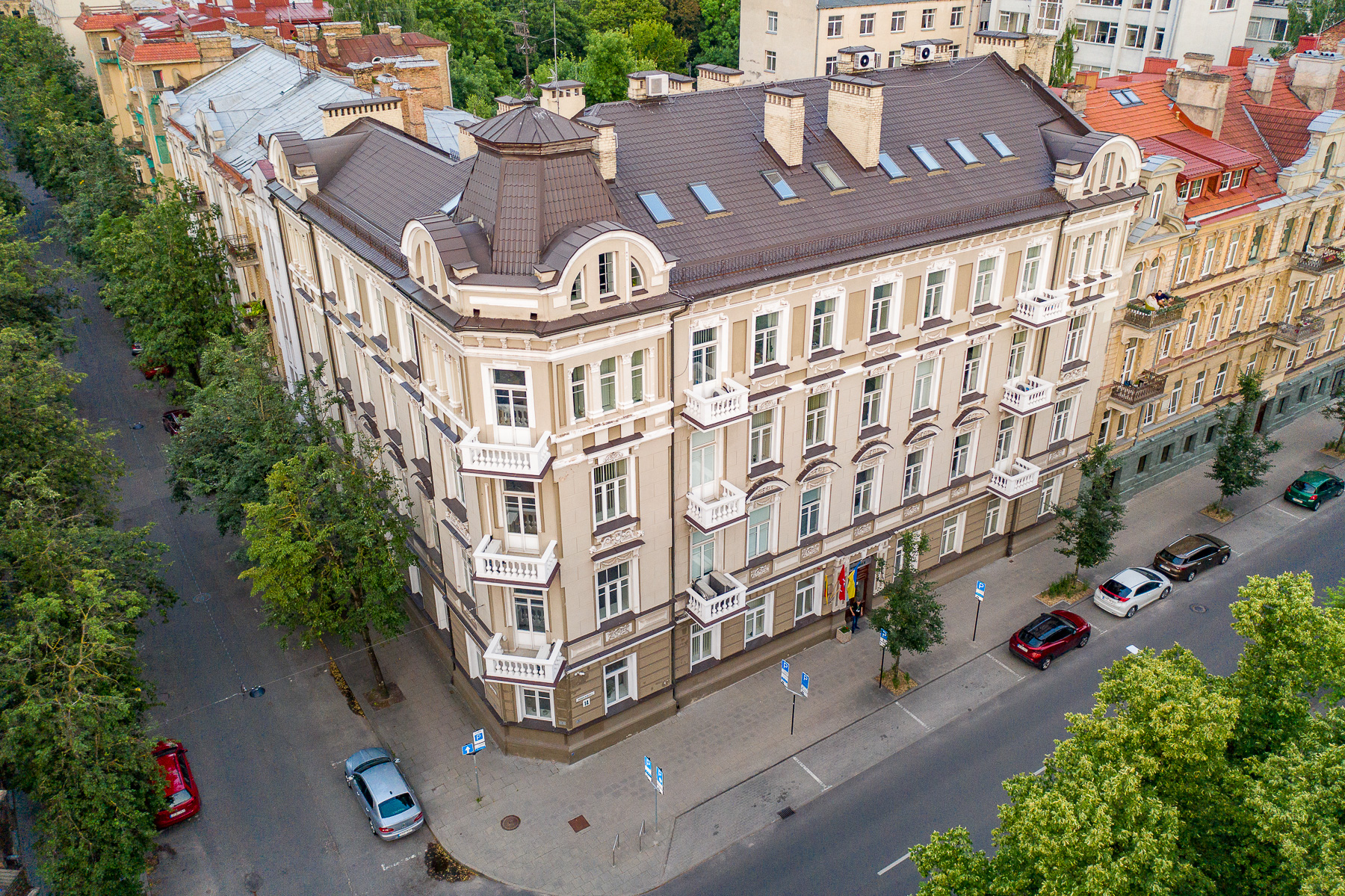
Zentrale

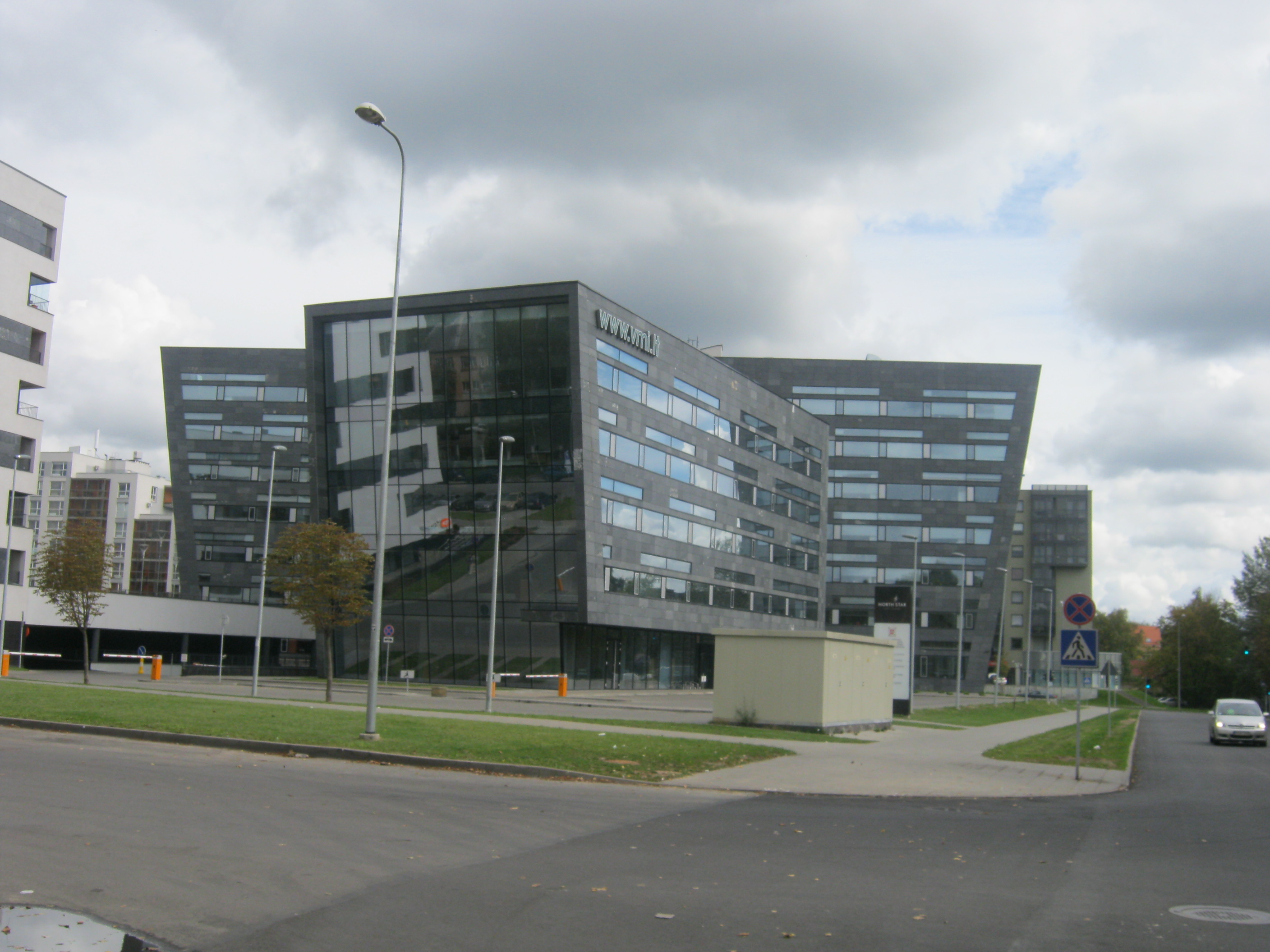
Gebäude der Inspektion, Stadt-Vilnius

Die Staatliche Steuerinspektion am Finanzministerium der Republik Litauen (litauisch Valstybinė mokesčių inspekcija prie Lietuvos Respublikos finansų ministerijos) ist eine staatliche Institution in Litauen, die oberste nationale Behörde der Steuerverwaltung.

## Geschichte
Die Steuerinspektion wurde am Finanzministerium (Litauen) nach dem Gesetz der Steuerverwaltung der Republik Litauen (Lietuvos Respublikos mokesčių administravimo įstatymas) gegründet. Vom Juni 1990 bis zum 28. Juni 1995 galt das Gesetz der Staatlichen Steuerinspektion der Republik Litauen (Lietuvos Respublikos valstybinės mokesčių inspekcijos įstatymas). Danach wurde es zum Gesetz der Steuerverwaltung.
2013 gab es 1.214 Mitarbeiter.

## Leitung
- 1990–1991: Vytautas Jurna
- 1991–1994: Jonas Lionginas
- 1994–1995: Stasys Čipkus
- 1995–1996: Petras Navikas
- 1996:–0000 Antanas Nesteckis
- 1996–1998: Nijolė Pitrėnienė
- 1999:–0000 Jaunius Žiogas
- 1999–2000: Artūras Bakšinskas
- 2000:–0000 Henrikas Tamulis
- 2000–2002: Mindaugas Strumskis
- 2002:–0000 Jurgis Gurauskas
- 2002–2005: Violeta Latvienė
- 2005–2014: Modestas Kaseliauskas
- seit 2014: Dainoras Bradauskas (2014 kommissarisch, seit 2015 ständig)[4]